# Tweede taal
Een tweede taal is een taal die men beheerst, maar niet de moedertaal is. Bij voldoende blootstelling in hun jeugd kunnen sprekers een groot aantal tweede talen verwerven. Twee- en meertaligheid is in grote delen van de wereld de norm. In de westerse landen verdringen de nationale standaardtalen de regionale variëteiten en tendeert de bevolking mede onder invloed van de massamedia naar eentaligheid.
Het verwerven van tweede talen gaat veel moeizamer dan van moedertalen en voor het op niveau houden van de kennis ervan is doorgaans een veelvuldig gebruik noodzakelijk. Onder taalkundigen is het gebruikelijk, bij moedertalen van 'verwerven' en bij tweede talen van 'leren' of 'aanleren' te spreken.

## Tweedetaalverwerving
Een tweede taal kan op twee manieren worden verworven. Ongestuurd, ofwel natuurlijk, waarvan sprake is als iemand een tweede taal verwerft zoals een jong kind zijn moedertaal. Of gestuurd, waarvan sprake is als iemand een tweede taal leert in het onderwijs.

## Engels en andere tweede talen
Vooral het Engels wordt als tweede taal aangeleerd: door personen en instanties in vele landen wordt het beschouwd als dé wereldtaal, en het aanleren ervan kan gezien worden als een vorm van taalpolitiek (de vraagzijde). Ook andere wereldtalen zijn vaak tweede talen.
Omgekeerd zijn er staten (Verenigd Koninkrijk, Frankrijk, Duitsland) die via hun instellingen (British Council, Alliance Française, Goethe-Institut) het gebruik van hun taal als tweede taal in andere landen propageren en stimuleren, en ook dit vormt een onderdeel van taalpolitiek (de aanbodzijde).
Daarnaast kan een lingua franca of een pidgin als tweede taal fungeren. Vaak ook wordt in gebieden nabij een taalgrens de aangrenzende beheerst als tweede taal. In meertalige landen is een tweede taal die men beheerst, veelal die van het landsdeel waartoe men zelf niet behoort.